# Rodrigo Fernández
Pour les articles homonymes, voir Fernández.

a Compétitions nationales et continentales officielles uniquement.

b Matchs officiels uniquement.
Dernière mise à jour le 8 avril 2025.
Rodrigo Fernández, né le 8 février 1996 à Santiago (Chili), est un joueur de rugby à XV et rugby à sept international chilien. Il joue aux postes d'arrière ou de demi d'ouverture. Il évolue avec le Rugby Colorno en Série A Élite depuis 2024. 

## Carrière

### En club
Rodrigo Fernández commence le rugby à XV lors de son enfance dans sa ville natale de Santiago, lors de sa scolarité avec la Craighouse School. Après sa scolarité, il joue avec le club des anciens de cette école, les Craighouse Old Boys (es) (COBS), avec qui il dispute le Championnat du Chili à partir de 2014. Il remporte la compétition en 2016, 2018 et en 2021,.
En 2021, il rejoint la franchise professionnelle chilienne de Selknam qui évolue en Súper Liga Americana de Rugby,. Lors de sa première saison, il est utilisé uniquement au poste d'arrière, et joue sept matchs pour un essai inscrit,. Son équipe termine la saison comme demi-finaliste, après une défaite face aux Uruguayens de Peñarol.
La saison suivante, il fait à nouveau partie de l'effectif de Selknam. Il prend une part active au bon parcours de son équipe qui termine deuxième de la saison régulière, puis s'incline en finale face à Peñarol,. D'un point de vue personnel, il joue cette fois à l'ouverture, et inscrit trois essais en six matchs.
En octobre 2023, il s'engage avec le club italien du Petrarca Padoue en Série A Élite. Il remporte ce championnat à la fin de cette première saison en Italie, inscrivant un essai lors de la finale.
Au bout d'une saison à Padoue, il décide de rejoindre le Rugby Colorno au sein du même championnat. 

### En équipe nationale

#### En rugby à XV
Rodrigo Fernández est sélectionné pour la première fois avec l'équipe du Chili de rugby à XV en avril 2016 pour participer au Championnat d'Amérique du Sud. Il obtient sa première cape internationale le 23 avril 2016 à l'occasion d'un match contre le Paraguay à Santiago, et marque un essai à cette occasion,. Partageant son temps avec la sélection à sept, Fernández joue épisodiquement avec Los Cóndores jusqu'en 2019.
Après l'interruption des compétitions liées à la pandémie de Covid-19, il ne joue plus qu'à XV et dispute en 2020 le Sudamericano Cuatro Naciones avec l'équipe du Chili XV (équipe nationale réserve),.
Il participe en 2021 aux premiers tours du tournoi de qualification américain pour la Coupe du monde 2023. Après une deuxième place lors du tournoi sud-américain, le Chili participe au Barrage Amérique 2, qui consiste en une double confrontation face au Canada en octobre 2021. Son équipe remporte une victoire historique lors du match retour à Valparaíso, leur permettant d'avancer au match de barrage qualificatif disputé en juillet 2022. Fernández se fait particulièrement remarquer lors de ce match en inscrivant un essai de 50 mètres sur un exploit personnel, et en délivrant une passe décisive,. Son essai contre le Canada est par la suite nommé « Essai américain de l'année » par le site Americas Rugby News.
En juin 2022, il est présent dans le groupe chilien retenu pour disputer la deuxième partie des qualifications. Il est nommé capitaine pour le match de préparation face à l'Écosse A, que son équipe perd sur le score de 45 à 5,.
Il participe ensuite à la double confrontation face aux États-Unis, qui voit son pays s'imposer et se qualifier officiellement pour la compétition mondiale,.
Un an plus tard, il est logiquement retenu dans le groupe de 33 joueurs chiliens pour disputer le Mondial en France. Il est titulaire à l'ouverture lors de quatre matchs de son équipe, tous perdus par son équipe, qui est éliminée à l'issue de la phase de poule. Il se distingue cependant lors premier match de la compétition, face au Japon, en inscrivant le premier essai de l'histoire du Chili en Coupe du monde.

#### En rugby à sept
Rodrigo Fernández est sélectionné avec l'équipe du Chili de rugby à sept en février 2016 pour disputer la Coupe d'Amérique à San Diego.
Avec sa sélection à sept, il participe au Tournoi de qualification de Hong Kong entre 2017 et 2019,. Il dispute aussi des tournois régionaux, remportant l'épreuve de rugby à sept des Jeux bolivariens en 2017, ou celle des Jeux sud-américains de 2018,. En 2018, il fait partie du groupe chilien qui dispute la Coupe du monde de rugby à sept à San Francisco, où son équipe remporte la Bowl (tournoi de consolante pour la 17e place),.
Il a également l'occasion de disputer le Championnat d'Amérique du Sud à partir de 2018, et fait partie de l'équipe qui remporte cette compétition en janvier 2019. Plus tard en 2019, il a l'occasion de disputer deux étapes des World Rugby Sevens Series en 2019. Il fait partie de l'équipe qui parvient lors du tournoi de Las Vegas à faire match nul face au champion en titre sud-africain (5-5),. L'année suivante, il dispute les Sevens Challenger Series, dont il est considéré comme l'un des meilleurs joueurs de la compétition, après avoir terminé meilleur marqueur et réalisateur du tournoi de Viña del Mar.

## Palmarès

### En club
- Vainqueur du Championnat du Chili en 2016, 2018 et 2021 avec Craighouse Old Boys.
- Finaliste de Súper Liga Americana en 2022 avec Selknam.
- Vainqueur du Championnat d'Italie en 2024 avec le Petrarca Padoue.

### En équipe nationale
- Vainqueur du Championnat d'Amérique du Sud de rugby à sept en 2019.
- Vainqueur de l'épreuve de rugby à sept des Jeux bolivariens en 2017.
- Vainqueur de l'épreuve de rugby à sept des Jeux sud-américains en 2018.

### Statistiques
- 28 sélections avec l'équipe du Chili de rugby à XV depuis 2016[3],[2].
- 57 points (10 essais, 1 pénalité, 2 transformation)[3],[2].